# Le Masque de fer (film, 1962)
 (mars 2020).
Si vous disposez d'ouvrages ou d'articles de référence ou si vous connaissez des sites web de qualité traitant du thème abordé ici, merci de compléter l'article en donnant les références utiles à sa vérifiabilité et en les liant à la section « Notes et références ».
Pour les articles homonymes, voir L'Homme au masque de fer.
Pour plus de détails, voir Fiche technique et Distribution.
Le Masque de fer est un film franco-italien réalisé par Henri Decoin, sorti en 1962 et librement inspiré de la légende de l'Homme au masque de fer, ainsi que des romans d'Alexandre Dumas Les Trois Mousquetaires et Le Vicomte de Bragelonne.
Le film suit D'Artagnan, le capitaine des mousquetaires du roi qui est chargé par le cardinal de Mazarin de retrouver le frère jumeau de Louis XIV, retenu prisonnier dans une forteresse de province et qui porte un masque de fer pour qu’on ne le reconnaisse pas, tant la ressemblance avec le roi est extraordinaire. Cette mission est capitale car le roi est gravement malade, mettant à mal les projets du cardinal et l'avenir de la France.

## Synopsis
Sous le règne de Louis XIV et sur ordre de son éminence le cardinal de Mazarin, un jeune homme est arraché à un vieillard qui l’élevait, depuis son enfance. Des soldats lui mettent un masque de fer sur le visage et l’emmènent dans un carrosse hermétiquement clos, jusqu’au bord de la mer de Provence, dans la forteresse de l'île Sainte-Marguerite de l’archipel des îles de Lérins, au large de Cannes, avec comme consigne que nul n’a le droit de voir son visage, sous peine de mort.
Trois ans plus tard, en 1658, dans le Nord de la France, le maréchal de Turenne, commande les troupes de Louis XIV, dans la bataille des Dunes contre les Espagnols, au cours de laquelle d’Artagnan, le capitaine des mousquetaires, toujours aussi alerte mais regrettant juste de ne plus avoir ses vingt ans, s’est distingué lors des combats.
Après la victorieuse bataille des Dunes, le cardinal de Mazarin impose, avec le traité des Pyrénées, ses conditions à l'Espagne vaincue. Ainsi prépare-t-il le mariage du Louis XIV avec l'infante d’Espagne Marie-Thérèse. Mais le roi est frappé d'une mauvaise fièvre qui risque de lui être fatale. Si ce mariage ne pouvait se faire, la politique menée par le cardinal de Mazarin serait remise en cause et la paix avec. Afin que l'unité du pouvoir souverain ne fût pas menacée, et pour pallier l'éventuel décès du roi, le premier ministre Mazarin décide donc, avec l'approbation de la reine-mère, Anne d'Autriche, de faire revenir d'urgence le frère-jumeau de Louis XIV, jusqu'alors retenu prisonnier et exilé à Sainte-Marguerite depuis des années : « le Masque de Fer ».
Bien que fermement occupé à conquérir la séduisante Mme de Chaulmes, c'est le preux d'Artagnan, fougueux comme à vingt ans, toujours ardent à croiser le fer pour le service de son roi, qui est dépêché à Sainte-Marguerite afin de ramener le jumeau du roi. La mission est suffisamment grave « morbleu ! » pour que la délicieuse Mme de Chaulmes se contente de la promesse de d’Artagnan : « Dans un instant je reviens ! ». Mais, après une longue chevauchée de plusieurs jours et arrivant enfin dans la forteresse provençale, d’Artagnan apprend que « le Masque de Fer » s'est évadé, grâce à la complicité d’Isabelle, la ravissante fille du gouverneur de l'île, le baron de Saint-Mars, très éprise d’Henri, ce beau et mystérieux jeune homme triste qu'elle venait voir secrètement dans sa geôle bravant l’interdiction de voir son visage.
Sur la route de son retour à Paris, Henri qui a sauvé, pour raison de justice de l'écartèlement, le bandit Lastréaumont, échappe à une arrestation avec l’aide, malgré lui, de d’Artagnan qui ignore tout de son identité.
À Paris, le roi guéri refuse ce mariage forcé, car il est tombé amoureux de Marie Mancini, l'une des nièces de Mazarin. Tandis qu’Henri vit brièvement de rapines, aidé par Lastrémont et son amie la belle Marion, Isabelle de Saint-Mars et son père sont convoqués au Palais royal par Mazarin furieux d’apprendre la disparition du prisonnier d’État. Et lorsqu’Isabelle se trouve en présence du roi, elle s'évanouit en constatant la ressemblance du roi avec l'homme qu'elle aime. Sensible à la beauté de la jeune femme, Louis XIV  demande à Mazarin de l'installer à la cour royale, et de nommer son père gouverneur de la Bastille.
S’estiment offensée par l’attitude rustre que d’Artagnan a envers elle, Mme de Chaumes est cependant prête à se faire pardonner mais à nouveau les ordres du roi ne se discutent pas : « Je reviens tout de suite ».
Henri, convaincu de sa ressemblance royale, mais ne sachant pas qu’il est le jumeau du roi accepte de prendre sa place, non pas pour des raisons de conspiration politique comme l'espèrent les frondeurs du marquis de Vaudreuil, l’organisateur de la substitution, mais pour empêcher qu'Isabelle, nommée demoiselle d’honneur de la reine-mère, soit trop proche du roi.
Sur la route de Fontainebleau où il doit donner une réception, le roi est enlevé par les frondeurs ; Henri devient le faux roi aidé par le marquis de Vaudreuil, qui le guide afin qu’il respecte au mieux le protocole. Cet échange secret de personnalité trouble d’Artagnan qui se croit être sujet à des hallucinations et indispose Isabelle souffrante de ne jamais être sûre de savoir en présence de qui elle est, d’autant plus qu’Henri, pour tester la sincérité de son amour, se fait passer un moment pour le roi, avant de lui avouer la supercherie. Soulagée, Isabelle lui apprend qu’il est le jumeau du roi.
Sommé par Mazarin d'épouser l'Infante d'Espagne, le faux roi prend conscience qu'il n'est pas à la hauteur de la fonction royale. Il fait libérer Louis XIV avec l'aide courageuse de d'Artagnan, aux mépris de tous les dangers, à un contre dix. Les jumeaux, après une explication face à face, échangent à nouveau leur place et leur destin Le Louvre pour Louis qui accepte d’épouser l’Infante, afin de sauver le royaume et la Bastille pour Henri qui accepte de se retrouver à nouveau captif et masqué ; À chacun sa prison. Cette fois d’Artagnan, ayant compris le terrible secret, préfère le considérer comme une hallucination pour ne rien révéler et promet à Henri de protéger Isabelle contre tous les dangers. Le roi annonce solennellement qu’il va se rendre à Hendaye pour recevoir la future reine de France qu’il épousera à Saint-Jean-de-Luz le 9 juin 1660, tandis qu’Isabelle repart à Sainte-Marguerite pour y être mariée à Renaud de Lourmes (son insupportable fiancé auto-imposé).
Apprenant cette effroyable nouvelle, Henri tombe le masque et s'évade de la Bastille grâce à la complicité de Lastréaumont qui, recherché par la maréchaussée, prend sa place et pour se soustraire à la justice porte le « Masque de fer », ravi de vivre embastillé mais libre et incognito avec pour compagne, Marion. Sur la route de l’exil, le carrosse d’Isabelle est rattrapé par d'Artagnan, et tandis qu’Henri libère la jeune femme pour s’enfuir avec elle au bout du monde, le capitaine, après avoir triomphé de Renaud en duel, va pour épouser sans attendre Mme de Chaulmes, mais au moment où il s'apprête à signer l'acte de mariage, il est à nouveau appelé de toute urgence pour une nouvelle mission au Service du Roi, ce qui ne semble pas déplaire à l'éternel aventurier qu'il demeure.

## Fiche technique
- Titre : Le Masque de fer
- Réalisation : Henri Decoin
- Scénario : Laurent Devriès, Gérald Devriès[1], Cécil Saint-Laurent d'après l'œuvre d'Alexandre Dumas
- Assistant réalisateur : Jacques Besnard et Gérard Dreyfus
- Chef de production : Roger de Broin
- Images : Pierre Petit
- Opérateur : Noël Martin, assisté de Guy Maria
- Musique : Georges van Parys (éditions : Transatlantiques et éditions : Manèges)
- Montage : Louisette Hautecoeur, assistée de Arlette Lalande
- Décors : Paul-Louis Boutié, assisté de Olivier Girard
- Son : Robert Teisseire - Enregistrement : Westrex dans les studios « Marignan »
- Maquillage : Alexandre Marcus
- Postiches : Huguette Lalaurette
- Script-girl : Colette Ménard
- Costumes : Mireille Leydet et Joseph Ronzato
- Ensemblier : Robert Turlure
- Régisseur général : Mireille de Tissot
- Réglage des combats : Claude Carliez
- Conseiller hippique : François Nadal
- Production : Cérès-Films - S.N.E Gaumont - Films Marly (Paris), Produzione Films (Rome)
- Distribution : Gaumont International
- Directeur de production : Roger de Broin
- pellicule 35 mm, couleur par Eastmancolor - Cinémascope
- Producteur délégué : Alain Poiré et Hélène Dassonville
- Tournage :
  - Studios : Paris-Studios-Cinéma de Billancourt
  - Extérieurs : Châteaux de Maisons-Laffitte, Guermantes, Rosny, Écouen, Courances
- Chevaux et équipages : Debut de Roseville
- Genre : Aventure, historique
- Durée : 127 minutes
- Date de sortie :
  - France : 26 octobre 1962
- Visa d'exploitation : 24.291
- Affiches : Macario Gómez Quibus (Espagne), Yves Thos (France), Enzo Nistri (Italie)

## Distribution
- Jean Marais : D'Artagnan
- Sylva Koscina : Marion
- Jean-François Poron : Henri / Louis XIV
- Gisèle Pascal : Mme de Chaulmes
- Philippe Lemaire : De Vaudreuil
- Noël Roquevert : M. de Saint-Mars
- Jean Rochefort : Lastréaumont le faux masque de fer
- Claudine Auger : Isabelle de Saint-Mars
- Germaine Montero : Anne d'Autriche
- Enrico Maria Salerno : Mazarin
- Jean Davy : Maréchal de Turenne
- Raymond Gérôme : Pimentel
- Clément Thierry : Maulévrier
- Simone Derly : Marie Mancini
- Max Montavon : Notaire
- Jean Lara : Renaud de Lourmes
- Edmond Tamiz
- Albert Dagnant
- Camille Guérini
- Antoine Baud
- Charles Bayard
- Jean Berger
- Raoul Billerey
- André Cagnard
- Yvan Chiffre
- Robert Le Béal
- Jean Rossignol

## Lieux de tournage
- France : Château de Maisons-Laffitte (Yvelines)
- France : Château de Courances (Essonne)
- France : Château de Guermantes (Seine-et-Marne)
- France : Château de Rosny-sur-Seine (Yvelines)
- France : Château d'Ecouen (Val-d'Oise)
- France : Étangs de Commelles à Coye-la-Forêt (Oise)
- France : Sospel et île Sainte-Marguerite (Alpes-Maritimes)
- France : Studios de La Victorine, Nice (Alpes-Maritimes)

## Thèse du film
Interviewé en 2011 dans le documentaire de Dominique Maillet « D’Artagnan amoureux ! », l’écrivain et scénariste Didier Decoin, fils du réalisateur, nous dit que Le Masque de fer, tourné en 1962, fut le dernier grand film de fin de carrière de son père, qui ne réalisa que trois autres films mineurs les deux années suivantes. Il note qu’il y a une part d’autobiographie paternelle dans ce film en ce sens que « les héros sont fatigués ! » Le personnage de d’Artagnan est ici un d’Artagnan vieillissant, ayant atteint la quarantaine, qui n’est plus celui des Trois mousquetaires mais vingt ans après, plutôt celui du Vicomte de Bragelonne. C’est le d’Artagnan qui va mourir à Maastricht, tué par un boulet de canon. Un d’Artagnan qui va faire ses adieux et quitter la scène avec panache parce qu’il n’a plus la jeunesse et la fougue d’avant : « Vous m’auriez connu vingt ans auparavant !».
En plein tournage, le 5 août 1962, l’annonce du décès de Marilyn Monroe, sans faire tomber l’équipe du tournage dans la sinistrose, va donner plus de poids au scénario, en ce sens que « les anges meurent aussi ! ». Derrière ce film de spectacle, il y a une réflexion sur le temps qui passe et l’inéluctable vieillesse qui avance.
D’Artagnan, follement amoureux de Mme de Chaumes qui le mène par le bout du nez, passe son temps à lui dire « Je reviens tout de suite ! ». Sur la fin de sa vie, on se donne des rendez-vous auxquels on ne va pas toujours car le destin en décide autrement. Decoin, qui se sentait dans cette situation, voulait que d’Artagnan ait cette coloration, celle d’une personne qui avait déjà toute une grande partie de sa vie derrière elle. Jean Marais, à l’orée de la cinquantaine, éprouvait aussi le même sentiment d’avoir encore plein de choses à faire mais moins que ce qu'il avait déjà fait. Si, pour Decoin, Le Masque de fer est un des derniers rendez-vous avec le cinéma, c’est aussi le 6e et dernier film de cape et d’épée pour Jean Marais, tirant sa révérence pour ce genre cinématographique commencé en 1957 avec La Tour, prends garde ! Marais était parfaitement rentré de plain-pied dans le rôle du personnage de d’Artagnan, crédible tout de suite, râleur, bourru, hâbleur, désabusé, élégant, amoureux, mais toujours prêt à repartir au combat : il était le personnage, il était d’Artagnan. Ce rôle lui alla à merveille.
Decoin et Marais se sont sentis de connivence pour parler d’un héros arrivant en fin de parcours, ayant toujours du panache, sans relâche. Mieux qu'un simple film d'aventures, Le Masque de fer peut apparaître comme une sorte de testament du film de cape et d'épée à l'ancienne. Le d'Artagnan de Jean Marais n'est pas seulement drôle, il est souvent émouvant de fidélité, de nostalgie, et de volonté de rester jeune. Ainsi, vers la fin du film, durant la scène du dernier duel où, tout en ferraillant, s’adressant indirectement à Mme de Chaulmes venu interrompre le duel, d’Artagnan lui avoue : « Je me bats d’abord parce j’avais promis à ce monsieur de croiser le fer avec lui, je me bats parce que l’aurore est fraîche et que j’ai peur des rhumes, je me bats par habitude parce qu’un soldat est fait pour ça, je me bats parce que je n’ai jamais supporté la vie qu’en la risquant, je me bats contre n’importe quoi, pour la justice souvent, par caprice encore plus souvent, je me bats pour rester jeune, et mériter ainsi de vous plaire, je me bats pour le panache, et le panache ne gagnerait rien à ce que je fasse attendre davantage Mme de Chaumes en vous écrabouillant. » On peut se demander si ces paroles s'adressent seulement à l'éternelle fiancée, ou à nous le public.
Avec son scénariste Cécil Saint-Laurent, Henry Decoin, en mettant en scène la légende de l’homme au masque de fer, cherchait à l’associer à autre chose. Attiré par le dieu Janus de la mythologie grecque et en référence aux jumeaux Castor et Pollux, Decoin a voulu faire apparaître ensemble à l’écran Louis et Henri, le roi et son sosie de frère. Même si historiquement ce n’était pas défendable, le réalisateur n’ayant pas la prétention de faire un film historique, la gémellité était pour lui un bon argument à la dramatisation du récit. Durant cette séquence du face à face des jumeaux, on aurait pu s’attendre à un dialogue convenu et pleurnichard, il n'en est rien. Alors qu’Henri est assoiffé de cette liberté qui lui a si longtemps été refusée, son frère le roi Louis, conscient de vivre lui aussi dans une prison protocolaire, accepte son sort sereinement et même généreusement. Ne consentirait-il pas lui aussi à passer le reste de ses jours sous le masque ? Il se passe quelque chose de poignant dans cette scène, quelque chose qui dépasse les coups d'épée et les intrigues amoureuses. Le temps des épopées flamboyantes est terminé. Voici le temps de l'État qui commence, un temps où les d'Artagnan n'auront bientôt plus leur place.
Le tournage du film eut lieu l’été 1962, dont une grande partie sous le soleil de la Côte d’Azur. Decoin et Marais étant très facétieux, le tournage se passa dans le bonheur, la joie de vivre. Decoin adora tourner ce film où l’on ressent une certaine pulsation, une vibration accentuée par le côté jubilatoire des personnages interprétés en particulier par Noël Roquevert et Jean Rochefort. Bien accueilli par la grande presse, le public apprécia.
Box office France 1962 : 13e avec 2 431 132 entrées

## Autour du film
- Dans une scène assez inattendue, D'Artagnan immobilise Isabelle de Saint-Mars, trousse sa robe, et lui administre une fessée pour la punir de ne pas avoir tenu une promesse qu'elle lui avait faite.
- Dans une scène, Jean Marais, devant se déguiser pour sortir d'une demeure assiégée, se grima alors en bossu, clin d’œil au film d'André Hunebelle, Le Bossu, dans lequel il tourna deux ans auparavant[4].

## Anachronismes
L’écartèlement était un mode d’exécution très rare, réservé aux crimes d'une gravité extrême comme le régicide. Le personnage de Lastréaumont, simple voleur dans la fiction, aurait sans doute à cette époque été plutôt condamné à la pendaison.